# Амилопектин
Амилопектин је биљни полисахарид, односно разгранати полимер састављен од неколико стотина кратких ланаца изграђених од јединица D-глукозе. Заједно са амилозом учествује у изградњи скроба, где на амилопектин отпада око 75-85% укупне количине скроба. То је један од највећих молекула у природи са молекулском масом од 107 до 109.
Глукозни мономери су повезаних α(1→4) гликозидним везама у структуру равног ланца, затим α(1→6) гликозидним везама на местима гранања и понеком α(1→3) гликозидном везом, што амилопектину даје веома разгранат облик.
Његова структура је одређена употребом различитих киселина и ензима (β-амилаза, пулуланаза, изоамилаза итд), који разграђују молекул на мање јединице (изомалтозу).